# جو استرامر
جو استرامر (به انگلیسی: Joe Strummer) ‎(زادهٔ ۲۱ آگوست ۱۹۵۲-درگذشتهٔ ۲۲ دسامبر ۲۰۰۲)‎ ترانه‌سرا، ریتم گیتاریست، از اعضای بنیان‌گذار و خوانندهٔ اصلی گروه پانک راک کلَش بود.
استرامر با پیشینهٔ علاقه‌اش به رگی و راک اند رول به موسیقی پانک پرداخت. توجه ویژهٔ استرامر به مضامین سیاسی در سروده‌های‌اش، به‌نوعی تبدیل به شناسهٔ موسیقایی او شد و برخی ترانه‌های‌اش که در آن فضا ساخته شدند جزو بهترین آثار او به‌شمار می‌آیند.
استرامر در ۲۲ دسامبر سال ۲۰۰۲ در منزل‌اش در بوم‌فیلد، سامرست بر اثر حملهٔ قلبی درگذشت. در پی این اتفاق، علاوه بر پوشش خبر در روی جلد اکثر روزنامه‌های مهم انگلستان، تایمز لندن سرمقاله‌اش را به او اختصاص داد، شبکه‌های تلویزیونی انگلستان به تفصیل به خبر درگذشت‌اش پرداختند و ۵۲۰۰۰ تماشاچی بازی فوتبال نیوکاسل و لیورپول در سینت جیمز پارک به احترام او ۱ دقیقه سکوت کردند.
استرامر در سال ۲۰۰۳ به‌همراه دیگر اعضای کلَش به‌عنوان اعضای جدید تالار مشاهیر راک اند رول معرفی شدند.

## سال‌های آغازین
استرامر با نام اصلی جان ملور در ۲۱ آگوست ۱۹۵۲ در آنکارای ترکیه به‌دنیا آمد. مادرش آنا مکنزی پرستار و از اهالی اسکاتلند بود و پدرش رونالد ملور دبیر دوم سفارت انگلیس در ترکیه بود. شغل پدرش این امکان را برای خانوادهٔ استرامر به وجود می‌آورد تا در شهرهای کشورهای مختلف مانند بُن، قبرس، قاهره، مکزیکو سیتی و تهران زندگی کنند. موسیقی‌ای که استرامر بعدها در گروه کلَش و آلبوم‌های شخصی‌اش به آن پرداخت، تأثیرگرفته از آشنایی او با فرهنگ‌های جدید و موسیقی آن‌ها در زمان کودکی‌اش بود. در سال ۱۹۶۲ رونالد ملور برای انجام مأموریتی به تهران اعزام شد و طی ۴ سال بعدی، استرامر که در مدرسه‌ای در لندن مشغول به تحصیل بود فقط در دوران تعطیلات امکان می‌یافت تا در ایران با پدر و مادرش ملاقات کند. طی سال‌های مدرسه تحت تأثیر موسیقی راک اند رول قرار گرفت و به آثار رولینگ استونز، چاک بری و کپتین بیف‌هارت علاقه‌مند شد. این اشتیاق تا به‌آنجا پیش رفت که در یک دوره نام مستعار «وودی»-برگرفته از نام هنرمند معروف فولک آمریکایی وودی گاثری- را برای خودش انتخاب کرد.

## زندگی حرفه‌ای
استرامر در سال ۱۹۷۴ اولین گروه‌اش را با نام the 101'ers تشکیل داد. آن‌ها عمدتاً در ژانر پاب راک فعالیت می‌کردند و این ادامه داشت تا زمانی که استرامر کارهای سکس پیستولز و جانی روتن را شنید. پس از آن او تصمیم گرفت پاب راک را رها کند و به موسیقی پانک راک بپردازد و در راستای این تغییر سبک، در سال ۱۹۷۶ گروه کلَش را تأسیس کرد. اعضای اولیهٔ گروه را میک جونز (گیتاریست و خواننده) و استرمر تشکیل می‌دادند. پس از مدتی پل سیمونن (باسیست) و تونی کرایمز (درامر) به آن‌ها پیوستند که کرایمز به‌زودی جای‌اش را به تاپر هِدان داد. آن‌ها در ابتدای کارشان گیتاریست دیگری به‌نام کیث لوین را هم در ترکیب گروه داشتند که فقط مدت کوتاهی در کلَش حضور داشت.

اولین اجرای زندهٔ کلَش در تابستان ۱۹۷۶ و در مراسم گشایش تور «هرج و مرج در پادشاهی متحده‌ی» سکس پیستولز در لندن برگزار شد. گروه اولین آلبوم‌شان را با نام برخورد در سال ۱۹۷۷ و با لیبل سی‌بی‌اِس منتشر کردند. آلبومی که نشریهٔ رولینگ استون آن را «آلبوم پانک تعیین‌کننده» نام داد. 

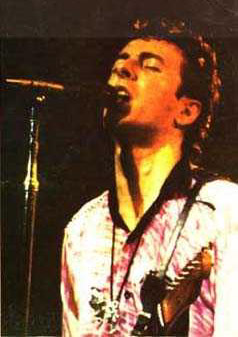

 در همان‌سال استرامر و جونز به خاطر ارتکاب جرم‌های بی‌اهمیت خرابکارانه مانند «دزدیدن بالش» چند بار به زندان افتادند و سیمونن و هِدان به خاطر تیراندازی با تفنگ بادی به کبوترهای رقابت‌کننده در یک مسابقه بازداشت شدند. اتفاق‌های این‌چنینی تصویر نامناسب و خرابکارانه‌ای از اعضای گروه ارائه می‌کرد، اما آن‌ها به‌زودی به فعالیت‌های اجتماعی روی‌آوردند و پیشگام حرکت‌هایی مانند برگزاری یک کنسرت راک علیه نژادپرستی شدند.
موج موفقیتی که با آلبوم آغازین کلَش شروع شده بود در سال‌های بعد هم ادامه یافت. گروه از سال ۱۹۷۸ تا ۱۹۸۲ چهار آلبوم دیگر منتشر کردند که آلبوم ۱۹۸۲ آن‌ها با نام Combat Rock به پرفروش‌ترین آلبوم کلَش تبدیل شد.
در سپتامبر سال ۱۹۸۳ استرامر و سیمونن به‌خاطر آن‌چه «دور شدن میک جونز از آرمان‌های اصلی کلَش» خواندند عذر او را خواستند و پس از انتشار آلبوم ناموفق ‎(۱۹۸۴)‎ Cut the Crap، در اوایل سال ۱۹۸۶ تصمیم گرفتند گروه را منحل کنند.
موسیقی که استرامر و هم‌گروهی‌های‌اش در کلَش ارائه می‌کردند ترکیب مثال‌زدنی رگی، راک اند رول و پانک بود که تأثیرش تا زمان حال هم باقی است. گروه‌هایی مثل رَنسید و د پیتِستِرز به وضوح تحت تأثیر موسیقی کلَش و آثاری مانند آلبوم ‎(۱۹۷۹)‎London Calling آن‌ها هستند.
در بسیاری از زمینه‌ها ترانه‌های استرامر واکنشی بودند به «رانده‌شدگی سیاسی بریتانیا» که به‌خاطر سیاست‌های محافظه‌کارانهٔ رادیکال مارگارت تاچر اتفاق افتاده بود. اما از دیگر سوی، استرامر در کنسرت‌های کلَش تی‌شرت حمایت از گروه مارکسیسم-لنینیسم سپاهیان سرخ ایتالیا که آلدو مورو نخست وزیر وقت آن کشور را به قتل رساندند، می‌پوشید. او هم‌چنین از فراکسیون ارتش سرخ آلمان که با نام «گروه بادر-مینهوف» هم شناخته می‌شدند اعلام حمایت کرد.

## زندگی خصوصی
استرامر ۲ بار ازدواج کرد. همسر اول‌اش گَبی نام داشت که استرامر از او ۲ دختر داشت. هنگامی که در سال ۱۹۹۳ برای اولین بار با لوسیندا ملور ملاقات کرد در زندگی خصوصی‌اش با گَبی مشکلاتی وجود داشت. در زمان آشنایی‌شان لوسیندا هم از همسرش «جیمز» دختری ۱۵ ماهه داشت. پس از مدتی آن‌دو تصمیم به ازدواج گرفتند و در ۳۰ مه ۱۹۹۵ زندگی مشترک‌شان را در سامرست آغاز کردند. لوسیندا تا زمان مرگ استرامر در کنار او باقی‌ماند.